# Liste der Bürgermeister von Elephantine
Dies ist eine Liste der bekannten Bürgermeister von Elephantine. Es handelt sich um altägyptische Beamte mit dem Titel „Bürgermeister“ (Ḥ3.tj-ˁ) und dem Titel „Priestervorsteher“ (Jmj-r3 Ḥmw-nṯr). Die Überlieferung und damit die Liste ist sehr lückenhaft.

## Mittleres Reich
- Sarenput I. (unter Sesostris I.)
- Heqaib I., Sohn von Sarenput I., (Sesostris I. und Amenemhet II.)
- Chema (Amenemhet II.)
- Sarenput II., Sohn des Chema (Sesostris II. bis Sesostris III.)
- Anchu, Sohn von Sarenput II., Einordnung als Bürgermeister unsicher
- Heqaib II. (Sesostris III. bis Amenemhet III.)
- Heqaibanch (Amenemhet III.)
- Heqaib III. (Amenemhet III.)
- Ameni-seneb, Sohn von Heqaib III. (Amenemhet III.)
- Chakaureseneb, vielleicht Sohn von Ameni-seneb (13. Dynastie)
- Chakau (identisch mit Chakaureseneb ?) (13. Dynastie)
- Chnumhotep, Sohn von Chakau (Neferhotep I.)
- Resseneb (Einordnung unsicher)